# Saint-Aubin-des-Grois
Saint-Aubin-des-Grois és un municipi francès situat al departament de l'Orne i a la regió de Normandia. L'any 2007 tenia 63 habitants.

## Demografia

### Població
El 2007 la població de fet de Saint-Aubin-des-Grois era de 63 persones. Hi havia 24 famílies de les quals 4 eren unipersonals (4 homes vivint sols), 8 parelles sense fills, 8 parelles amb fills i 4 famílies monoparentals amb fills.
La població ha evolucionat segons el següent gràfic:
Habitants censats

### Habitatges
El 2007 hi havia 40 habitatges, 24 eren l'habitatge principal de la família, 12 eren segones residències i 4 estaven desocupats. Tots els 40 habitatges eren cases. Dels 24 habitatges principals, 19 estaven ocupats pels seus propietaris i 5 estaven llogats i ocupats pels llogaters; 1 tenia dues cambres, 5 en tenien tres, 6 en tenien quatre i 12 en tenien cinc o més. 16 habitatges disposaven pel capbaix d'una plaça de pàrquing. A 9 habitatges hi havia un automòbil i a 15 n'hi havia dos o més.

### Piràmide de població
La piràmide de població per edats i sexe el 2009 era:
| Homes | Edats   | Dones |
| ----- | ------- | ----- |
| 0     | 95 o +  | 0     |
| 0     | 90 a 94 | 0     |
| 0     | 85 a 89 | 0     |
| 0     | 80 a 84 | 0     |
| 0     | 75 a 79 | 0     |
| 0     | 70 a 74 | 0     |
| 4     | 65 a 69 | 0     |
| 4     | 60 a 64 | 8     |
| 0     | 55 a 59 | 0     |
| 0     | 50 a 54 | 4     |
| 4     | 45 a 49 | 0     |
| 8     | 40 a 44 | 0     |
| 4     | 35 a 39 | 0     |
| 0     | 30 a 34 | 4     |
| 0     | 25 a 29 | 0     |
| 0     | 20 a 24 | 0     |
| 0     | 15 a 19 | 4     |
| 0     | 10 a 14 | 4     |
| 4     | 5 a 9   | 0     |
| 0     | 0 a 4   | 0     |

## Economia
El 2007 la població en edat de treballar era de 40 persones, 31 eren actives i 9 eren inactives. De les 31 persones actives 28 estaven ocupades (20 homes i 8 dones) i 3 estaven aturades (3 dones i 3 dones). De les 9 persones inactives 5 estaven estudiant i 4 estaven classificades com a «altres inactius».
Activitats econòmiques
Dels 4 establiments que hi havia el 2007, 2 eren d'empreses de construcció, 1 d'una empresa de serveis i 1 d'una empresa classificada com a «altres activitats de serveis».
Dels 2 establiments de servei als particulars que hi havia el 2009, 1 era un paleta i 1 fusteria.
L'any 2000 a Saint-Aubin-des-Grois hi havia 9 explotacions agrícoles que ocupaven un total de 264 hectàrees.

## Poblacions més properes
El següent diagrama mostra les poblacions més properes.